# Titularbistum Lyrbe
Lyrbe (ital.: Lirbe) ist ein Titularbistum der römisch-katholischen Kirche. 
Es geht zurück auf ein ehemaliges Bistum der antiken Stadt Lyrbe in Pamphylien, Kleinasien, das der Kirchenprovinz Side angehörte.
| Titularbischöfe von Lyrbe |                                      |                                                                                            |                   |                    |
| Nr.                       | Name                                 | Amt                                                                                        | von               | bis                |
| 1                         | Stanislao Marco Gross                |                                                                                            | 24. Februar 1880  |                    |
| 2                         | Eugène-Louis Kleiner MEP             | Koadjutorbischof von Mysore (Indien)                                                       | 20. Juni 1890     | 14. September 1890 |
| 3                         | Antal Papp                           | Koadjutorbischof von Mukatschewe (Ukraine)                                                 | 29. April 1912    | 2. Juni 1912       |
| 4                         | Cletus Vincent Pejov OFMCap          | Koadjutorvikar von Sofia und Plowdiw Apostolischer Vikar von Sofia und Plowdiw (Bulgarien) | 13. Dezember 1912 | 3. November 1941   |
| 5                         | Willem Pieter Adrian Maria Mutsaerts | Koadjutorbischof von ’s-Hertogenbosch (Niederlande)                                        | 2. Mai 1942       | 18. März 1943      |
| 6                         | Michael Gonzi                        | Koadjutorbischof von Malta (Malta)                                                         | 14. Oktober 1943  | 17. Dezember 1943  |
| 7                         | Vittorio D’Alessi                    | Apostolischer Administrator von Concordia (Italien)                                        | 5. April 1944     | 10. Oktober 1945   |
| 8                         | Arturo Tabera CMF                    | Apostolischer Administrator von Barbastro (Spanien)                                        | 16. Februar 1946  | 2. Februar 1950    |
| 9                         | Alexander Mieceslaus Zaleski         | Weihbischof in Detroit Koadjutorbischof von Lansing (USA)                                  | 28. März 1950     | 1. Dezember 1965   |